# Його прорив
Його прорив (англ. His Blowout) — американська короткометражна кінокомедія режисера Джона Френсіса Діллона 1916 року.

## У ролях
- Бен Терпін — Блоггі
- Педді МакГуайр — Банглінг Білл
- Рена Роджерс
- Артур Мун
- Джек Конноллі
- Едвард Седжвік
- Луїз Оуен